# Olga Fiodorova
Pour les articles homonymes, voir Fiodorova.
Olga Olegovna Fiodorova, en russe : Ольга Олеговна Фёдорова, (la transcription anglaise est parfois : « Olga Fedorova » ou « Fyodorova »), est une athlète spécialiste du 100 mètres et une pilote de bobsleigh russe née le 14 juillet 1983 à Alapaïevsk.

## Carrière

### Palmarès en athlétisme
| Date | Compétition           | Lieu    | Épreuve                            | Résultat | Performance |
| ---- | --------------------- | ------- | ---------------------------------- | -------- | ----------- |
| 2003 | Championnats du monde | Paris   | Relais 4 × 100 mètres (Athlétisme) | 3e       | 42 s 66     |
| 2004 | Jeux olympiques d'été | Athènes | Relais 4 × 100 mètres (Athlétisme) | 2e       |             |

#### Records
| Épreuve    | Performance | Lieu     | Date         |
| ---------- | ----------- | -------- | ------------ |
| 100 mètres | 11 s 21     | Florence | 18 juin 2005 |
| 200 mètres | 23 s 19     | Toula    | 6 juin 2004  |

### Palmarès en bobsleigh

#### Coupe du monde
- 2 podiums en équipe mixte : 2 troisièmes places.